# Rubus pedunculosus
Rubus pedunculosus är en rosväxtart som beskrevs av David Don. Rubus pedunculosus ingår i släktet rubusar, och familjen rosväxter.

## Underarter
Arten delas in i följande underarter:
- R. p. concolor
- R. p. aitchisonii